# Жан Дьоле
Жан Дьоле (на френски: Jean Delay) е френски психиатър, най-известен с прилагането на хлорпромазина за лечение на шизофрения в сътрудничество с Пиер Деникер и Дж. М. Харъл.

## Биография
Роден е на 14 ноември 1907 година в Байон, Франция, в семейството на хирурга Морис Дьоле и Берте Михура. Завършва бакалавърска степен на 14 години, а по-късно с позволение от министъра на образованието на Франция Леон Берард започва да учи медицина в Париж. Запознава се с психиатрията в Сорбоната от Жорж Дюма.
Дьоле става най-младия лекар в парижката болнична система през 1928 година. От 1939 година започва работа в болницата Света Ана. Там си сътрудничи с Анри Клод и Максим Ленел-Лавастин. След превземането на Франция от нацистите Йозеф Леви-Валенси е депортиран и на негово място като началник на психиатричната секция застава Дьоле. По-късно Дьоле става експертен надзорник на Нюрнбергския процес, където преглежда Рудолф Хес и Юлиус Щрайхер. През 1970 година се пенсионира.
През 1955 година става член на Френската медицинска академия. Той измисля термина „невролептик“ и представя използването на резерпин в психиатрията. Пише за тактилната агнозия, а интересите му включват употребата на антидепресанти, изследването на ЛСД и псилобицин. Също така има принос в откриването на ларгактил.
Запознава се с психоанализата чрез обучителна анализа при Едуар Пишон още преди Втората световна война. След началото на войната в психиатричната секция, където той е завеждащ, работят психоаналитиците Джон Леуба, Жорж Парчемини, Жак Лакан и Марк Шлумбергер. По-късно Лакан и Андре Грийн имат психоаналитична практика там.
Дьоле заедно с Дж. М. Харъл и Пиер Деникер откриват, че високи дози от хлорпромазин водят до значително намаляване на ажитацията и агресията на пациенти с шизофрения.